# Biphyllus
Biphyllus är ett släkte av skalbaggar som beskrevs av Pierre François Marie Auguste Dejean 1821. Biphyllus ingår i familjen dynsvampbaggar.
Släktet innehåller bara arten Biphyllus lunatus.

## Bildgalleri

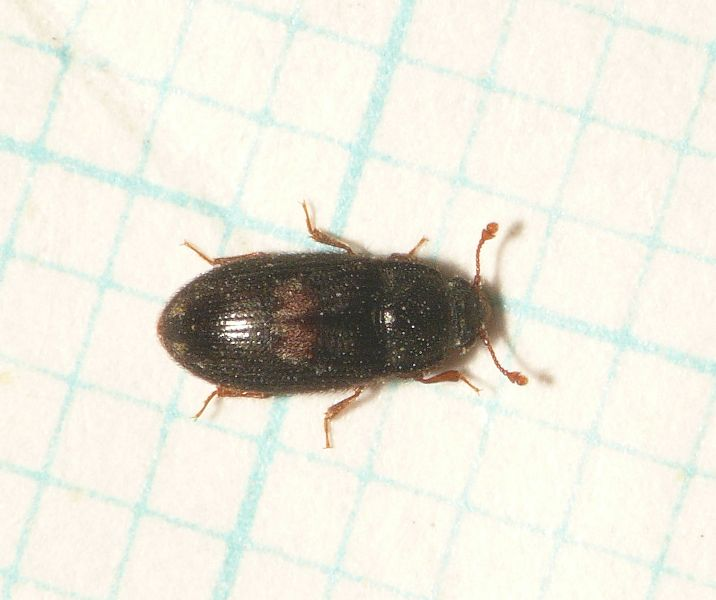